# Tanja Wagener

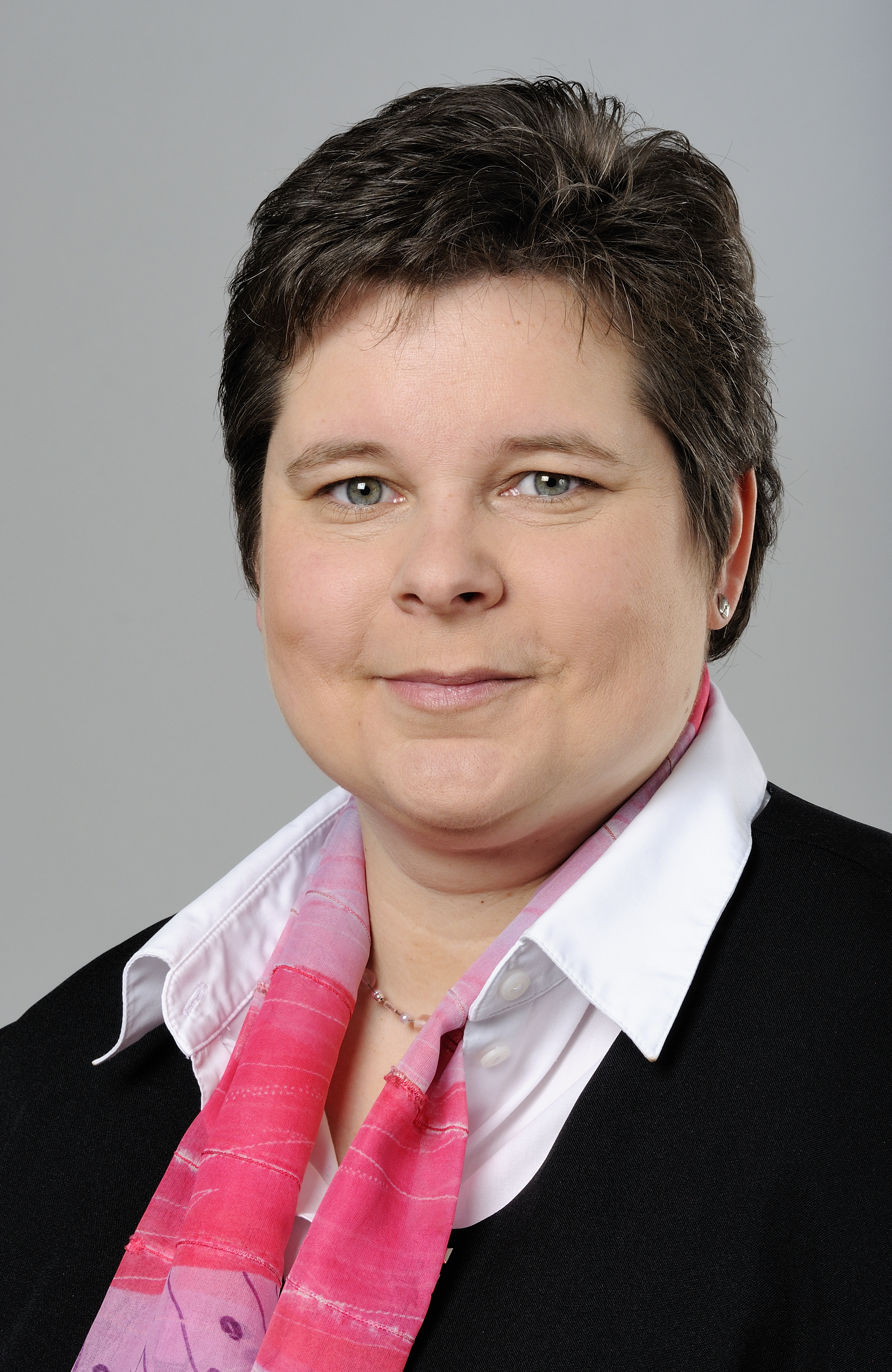
Tanja Wagener (2013).

Tanja Wagener (* 5. November 1972 in Siegen) ist eine deutsche Rechtsanwältin und war von 2012 bis 2017 Abgeordnete (SPD) im Landtag von Nordrhein-Westfalen.

## Biografie
Nach dem Schulbesuch in Siegen am Fürst-Johann-Moritz-Gymnasium studierte Tanja Wagener an der Justus-Liebig-Universität Gießen von 1992 bis 1997 Rechtswissenschaften und absolvierte im Jahr 2000 das Zweite Staatsexamen. Seitdem ist sie als Rechtsanwältin, zumeist in eigener Kanzlei, tätig.

## Politik
Tanja Wagener trat 2004 in die SPD ein und bekleidete verschiedene Parteiämter. Seit 2009 gehört sie dem Rat der Stadt Siegen an. Bei der Landtagswahl in Nordrhein-Westfalen 2012 errang sie ein Direktmandat im Landtagswahlkreis Siegen-Wittgenstein I, das sie 2017 nicht behauptete.